# 카그너전트
카그너전트 기술 솔루션 회사(영어: Cognizant Technology Solutions Corporation)는 미국 뉴저지주 티넥에 본사를 둔 다국적 정보기술 서비스 및 컨설팅 회사이다. 1994년 인도 첸나이에서 던 앤 브래드스트리트(Dun & Bradstreet)의 기술 부문으로 설립되었으며 1996년부터 외부 고객을 유치하였고 1998년 기업공개하였다.